# Vilho Tuulos
Vilho Immanuel Tuulos (Tampere, Gran Ducat de Finlàndia 1895 - íd., Finlàndia 1967) fou un atleta finlandès, especialista en salt de llargada i triple salt, i guanyador de tres medalles olímpiques.

## Biografia
Va néixer el 26 de març de 1895 a la ciutat de Tampere, població situada a la regió de Pirkanmaa, que en aquells moments formava part del Gran Ducat de Finlàndia (territori dependent de l'Imperi Rus) i que avui dia forma part de Finlàndia. Fou oncle del patinador artístic finlandès Kalle Tuulos.
Va morir el 2 de setembre de 1967 a la seva residència de Tampere.

## Carrera esportiva
Membre del club Tampereen Pyrintö, va participar als 25 anys en els Jocs Olímpics d'Estiu de 1920 realitzats a Anvers (Bèlgica), on va aconseguir guanyar la medalla d'or en la prova de triple salt amb una marca de 14.505 metres. En els Jocs Olímpics d'Estiu de 1924 realitzats a París (França) va aconseguir guanyar la medalla de bronze en la mateixa prova, amb un salt de 15.370 metres, i va finalitzar quart en la prova del salt de llargada; i en els Jocs Olímpics d'Estiu de 1928 realitzats a Amsterdam (Països Baixos) va revalidar aquest últim metall en la prova del triple salt i fou eliminat en la ronda de qualificació del salt de llargada.
Durant la seva carrera va millor dues vegades el rècord europeu del triple salt: el 20 de juliol de 1919 a Tampere amb un salt de 15,30 metres i el 6 de juliol de 1923 a Borås amb 15,48 metres. Aquest darrer rècord no va ser millorat fins que Kaare Strøm va saltar 15,49 metres el 1939.

## Millors marques
- Salt de llargada. 7,31 metres (1923)
- Triple salt. 15,48 metres (1923)[2]